# Acavidae
Acavidae (лат.) — семейство брюхоногих моллюсков, живущих на суше. Улитки средних и крупных размеров; сами моллюски вытягиваются до 17—165 мм. Распространены в Южной Африке, на Мадагаскаре, Сейшельских островах, Шри-Ланке, Австралии и Южной Америке.

## Классификация
В составе семейства:
- Acavus Montfort, 1810
- Ampelita Beck, 1837
- Clavator Martens, 1860
- Helicophanta Férussac, 1821
- Leucotaenius Martens, 1860
- Oligospira Ancey, 1887
- Pebasiconcha Wesselingh & Gittenberger, 1999
- Pebasiconcha immanis Wesselingh & Gittenberger, 1999
- Stylodon Beck, 1837